# Kristin Chenoweth

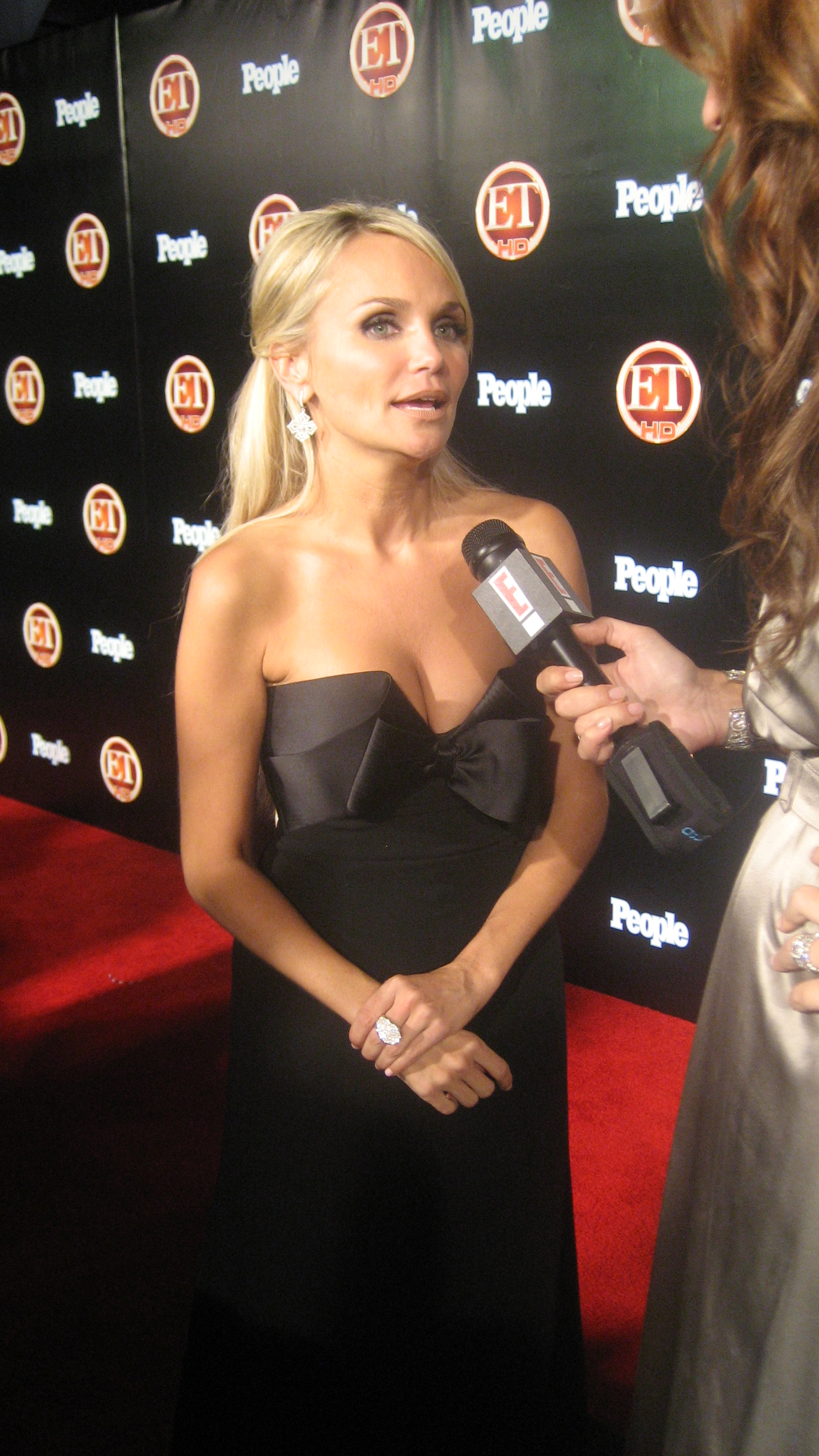
Chenoweth im September 2008

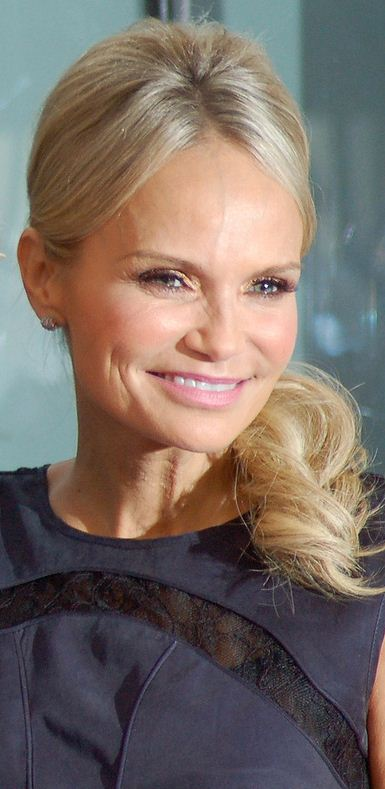
Chenoweth im Jahr 2012

Kristin Dawn Chenoweth (* 24. Juli 1968 in Tulsa, Oklahoma) ist eine US-amerikanische Musicaldarstellerin und Schauspielerin.

## Leben
Kristin Chenoweth wurde in Tulsa, Oklahoma geboren und bereits kurz nach ihrer Geburt adoptiert. Zusammen mit ihrem Bruder, dem leiblichen Sohn ihrer Adoptiveltern, wuchs sie in Broken Arrow auf. Bereits früh wurde ihr musikalisches Talent gefördert und sie nahm Tanz- sowie Gesangsunterricht.
Nach ihrem High-School-Abschluss 1986 wurde sie an der Oklahoma State University in Oklahoma City ausgebildet. Dort erlangte sie einen Bachelorabschluss in Musical Theater und studierte weiter bis zum Masterabschluss in Opera Performance.
Sie war mit ihrem Kollegen Marc Kudisch verlobt. Das Paar trennte sich jedoch im Jahr 2001. Anschließend war Chenoweth einige Zeit mit dem Schauspieler und Moderator Jeff Probst liiert.

## Karriere

### Theater
Kristin Chenoweth gab im Jahr 1997 ihr Broadwaydebüt in der Produktion von Steel Pier. Einem breiten Publikum wurde sie 1999 bekannt, als sie in dem Musical You’re a Good Man, Charlie Brown spielte. Ihre Interpretation der Sally brachte ihr sowohl einen Tony Award als auch einen Drama Desk Award als beste Nebendarstellerin ein.
Internationale Bekanntheit erlangte sie insbesondere durch ihr Engagement in der Originalbesetzung der Broadwayproduktion des Musicals Wicked – Die Hexen von Oz an der Seite von Idina Menzel und Joel Grey. Für ihre Darstellung der Hexe G(a)linda wurde Chenoweth mehrfach ausgezeichnet.
2007 feierte sie Erfolge mit dem Musical The Apple Tree, für das sie erneut für den Drama Desk Award nominiert wurde. 2008 verkörperte sie die Kunigunde in dem Musical Candide an der English National Opera.
Vom April 2010 bis zum Januar 2011 war sie am Broadway in New York im Musical Promises, Promises in der Rolle der Fran Kubelik zu sehen.

### Musik
Kristin Chenoweth ist eine klassisch ausgebildete Sopranistin, deren Stimmumfang bis ins Pfeifregister reicht. Neben klassischen Liedern und Opern als Koloratur-Sopranistin interpretiert sie auch erfolgreich Popmusik und Musicalstücke und nutzt dazu ihre Bruststimme. Als Sängerin tritt Chenoweth bei verschiedenen Veranstaltungen wie dem Evening at Pops 2004 des Fernsehsenders PBS auf und ist mit eigenen Konzerten in den Vereinigten Staaten zu sehen.
Zum Markenzeichen der Schauspielerin gehört neben ihrer Größe von nur 150 cm eine besondere Sprechstimme. Sie selbst verglich ihre Stimme einmal mit der von der Zeichentrickfigur Betty Boop.
Kristin Chenoweth war an den verschiedenen Soundtracks ihrer Musicalengagements beteiligt. Zudem hat sie seit ihrem Debüt Let Yourself Go mittlerweile mehrere eigene Alben veröffentlicht wie As I Am oder eine Zusammenstellung von Weihnachtsliedern auf der 2008 veröffentlichten CD A Lovely Way to Spend Christmas.
Im September 2011 veröffentlichte Chenoweth ein Country-Album mit dem Titel Some Lessons Learned.

### Film und Fernsehen
Durch ihren Erfolg am Broadway erhielt die Schauspielerin 2001 eine eigene Fernsehserie. Chenoweth verkörperte in der teilweise Autobiografischen Sendung ihr Alter Ego, die angehende Schauspielerin und Sängerin Kristin Yancey, die zur Finanzierung ihres Lebensunterhalts als Sekretärin jobt. Die Serie wurde wegen der geringen Einschaltquote bereits nach einer Staffel eingestellt.
Im Jahr 2002 gab Kristin Chenoweth ihr Kinodebüt. Seither war sie in Nebenrollen immer wieder auf der großen Leinwand vertreten. In Verliebt in eine Hexe spielte sie 2005 an der Seite von Nicole Kidman, Will Ferrell und Shirley MacLaine. Ein Jahr später war sie unter anderem in den Komödien Schräger als Fiktion mit Maggie Gyllenhaal und Dustin Hoffman, Die Chaoscamper mit Robin Williams sowie Der rosarote Panther mit Steve Martin und Kevin Kline zu sehen. Für die beiden letztgenannten wurde sie als schlechteste Nebendarstellerin für die Goldene Himbeere nominiert.
Es folgten Gastauftritte in Frasier, Sesame Street sowie Alles Betty!. Von 2004 bis 2006 war sie in der preisgekrönten Serie The West Wing – Im Zentrum der Macht in der Rolle der Annabeth Schott an der Seite von Stockard Channing, Allison Janney, Martin Sheen und John Spencer zu sehen. Sie spielte in der US-Serie Pushing Daisies die Rolle der Olive Snook und wurde für diese zweimal für einen Emmy als beste Nebendarstellerin nominiert, 2009 mit dem Emmy als beste Nebendarstellerin in einer Comedyserie ausgezeichnet. In den ersten drei Filmen der von DisneyToon Studios produzierten Tinker-Bell-Filmreihe lieh sie der Gartenfee Rosetta ihre Stimme.
In der Fernsehserie Glee hatte sie im Zeitraum 2009 bis 2014 insgesamt fünf Gastauftritte in der Rolle der April Rhodes. 2015 war sie in dem von Disney Channel produzierten Film Descendants – Die Nachkommen als die böse Fee Maleficent aus Dornröschen zu sehen, die in dem Film die Mutter einer der Hauptfiguren ist. In der Musical-Serie Schmigadoon! spielte sie u. a. an der Seite von Alan Cumming, Martin Short und Dove Cameron – ihrer Filmtochter aus Descendants – Die Nachkommen – eine der Hauptrollen.

## Engagements
Broadway
- 1997: Steel Pier
- 1999: You're a Good Man, Charlie Brown
- 1999: Epic Proportions
- 2003: Wicked – Die Hexen von Oz
- 2006: The Apple Tree
- 2010–2011: Promises, Promises
- 2015: On the Twentieth Century

off Broadway
- The Fantasticks
- Dames at Sea
- 1994: Box Office of the Damned
- 1997: Scapin
- 1998: A New Brain

Sonstige
- 1998: Strike Up the Band im New York City Center (Konzertreihe Encores!)
- 2000: On a Clear Day You Can See Forever im New York City Center (Encores!)
- 2005: The Apple Tree im New York City Center (Encores!)
- 2007: Stairway to Paradise im New York City Center (Encores!)
- 2008: Candide an der English National Opera
- 2009: Music in the Air im New York City Center (Encores!)

## Filmografie (Auswahl)

### Filme
- 1999: Annie – Weihnachten einer Waise (Annie)
- 2002: Topa Topa Bluffs
- 2005: Show Business
- 2005: Verliebt in eine Hexe (Bewitched)
- 2006: Der rosarote Panther (The Pink Panther)
- 2006: Die Chaoscamper (RV)
- 2006: Krass (Running with Scissors)
- 2006: Schräger als Fiktion (Stranger than Fiction)
- 2006: Blendende Weihnachten (Deck the Halls)
- 2008: Tinkerbell (Tinker Bell)
- 2008: Mein Schatz, unsere Familie und ich (Four Christmases)
- 2008: Affen im All (Space Chimps)
- 2009: Into Temptation
- 2009: Tinkerbell – Die Suche nach dem verlorenen Schatz (Tinker Bell and the Lost Treasure, Stimme von Rosetta)
- 2009: Zwölf Männer für ein Jahr (Twelve Men of Christmas)
- 2010: Du schon wieder (You Again)
- 2010: Tinkerbell – Ein Sommer voller Abenteuer (Tinker Bell and the Great Fairy Rescue, Stimme von Rosetta)
- 2013: Family Weekend
- 2014: Rio 2 – Dschungelfieber (Rio 2, Stimme von Gabi)
- 2015: The Boy Next Door
- 2015: Strange Magic (Stimme)
- 2015: Descendants – Die Nachkommen (Descendants)
- 2015: Die Peanuts – Der Film (The Peanuts Movie, Stimme von Fifi)
- 2017: My Little Pony – Der Film (Prinzessin Skystar)
- 2020: Holidate
- 2021: National Champions
- 2022: Bros
- 2024: Our Little Secret
- 2024: Wicked

### Serien
- 1999: Paramour
- 2001: Kristin
- 2001: Frasier (Gastauftritt)
- 2003: The Music Man
- 2004: Sesamstraße (Sesame Street, Gastauftritt)
- 2005: Candide
- 2004–2006: The West Wing – Im Zentrum der Macht (The West Wing)
- 2007: Alles Betty (Ugly Betty)
- 2007: Robot Chicken
- 2007–2008: Pushing Daisies
- 2009: Sit Down Shut Up
- 2009–2011, 2014: Glee (Gastauftritte)
- 2009: American Idol (Gastjuror)
- 2012: Good Wife (2 Folgen)
- 2012: GCB
- 2015: The Muppets (Gastauftritt in „Der Ex-Faktor“)
- 2017: American Gods
- 2021: Schmigadoon!

## Diskografie

### Studioalben
| Jahr | Titel                           | Höchstplatzierung, Gesamtwochen, AuszeichnungChartplatzierungen (Jahr, Titel, Platzierungen, Wochen, Auszeichnungen, Anmerkungen) | Höchstplatzierung, Gesamtwochen, AuszeichnungChartplatzierungen (Jahr, Titel, Platzierungen, Wochen, Auszeichnungen, Anmerkungen) | Anmerkungen                              |
| Jahr | Titel                           | UK | US | Anmerkungen                              |
| ---- | ------------------------------- | --- | --- | ---------------------------------------- |
| 2008 | A Lovely Way to Spend Christmas | — | US77 (8 Wo.)US | Erstveröffentlichung: 14. Oktober 2008   |
| 2011 | Some Lessons Learned            | — | US50 (3 Wo.)US | Erstveröffentlichung: 13. September 2011 |
| 2014 | Coming Home                     | — | US48 (3 Wo.)US | Erstveröffentlichung: 17. November 2014  |
| 2016 | The Art of Elegance             | — | US36 (2 Wo.)US | Erstveröffentlichung: 23. September 2016 |
| 2019 | For the Girls                   | — | US68 (1 Wo.)US | Erstveröffentlichung: 27. September 2019 |

Weitere Alben
- 2001: Let Yourself Go
- 2005: As I Am

### Cast Recordings
- 1995: Billion Dollar Baby
- 1998: A New Brain
- 1999: 110 in the Shade
- 1999: You’re a Good Man, Charlie Brown
- 2001: You Never Know
- 2003: Wicked – Die Hexen von Oz
- 2010: Promises, Promises
- 2015: On The Twentieth Century

### Singles mitGlee Cast
| Jahr | Titel Album                                                                      | Höchstplatzierung, Gesamtwochen, AuszeichnungChartplatzierungen (Jahr, Titel, Album, Platzierungen, Wochen, Auszeichnungen, Anmerkungen) | Höchstplatzierung, Gesamtwochen, AuszeichnungChartplatzierungen (Jahr, Titel, Album, Platzierungen, Wochen, Auszeichnungen, Anmerkungen) | Anmerkungen                        |
| Jahr | Titel Album                                                                      | UK | US | Anmerkungen                        |
| ---- | -------------------------------------------------------------------------------- | --- | --- | ---------------------------------- |
| 2009 | Alone The Music, Volume 1                                                        | UK47 (2 Wo.)UK | US51 (1 Wo.)US | Erstveröffentlichung: Oktober 2009 |
| 2009 | Maybe This Time The Music, Volume 1                                              | UK87 (1 Wo.)UK | US88 (1 Wo.)US | Erstveröffentlichung: Oktober 2009 |
| 2009 | Last Name The Music, The Complete Season One                                     | UK83 (1 Wo.)UK | — | Erstveröffentlichung: Oktober 2009 |
| 2010 | Fire The Music, The Complete Season One                                          | UK93 (1 Wo.)UK | US64 (1 Wo.)US | Erstveröffentlichung: Mai 2010     |
| 2010 | One Less Bell to Answer / A House Is Not a Home The Music, Volume 3 Showstoppers | UK77 (2 Wo.)UK | US53 (1 Wo.)US | Erstveröffentlichung: Mai 2010     |
| 2010 | Home The Music, Volume 3 Showstoppers                                            | — | US90 (1 Wo.)US | Erstveröffentlichung: Mai 2010     |
| 2011 | Dreams The Music, Volume 6                                                       | — | US92 (1 Wo.)US | Erstveröffentlichung: Mai 2011     |

Gastbeiträge
- 2000: John Bucchino: Grateful: The Songs of John Bucchino
- 2001: Mandy Patinkin: Kidults
- 2007: Nathan Gunn: Just Before Sunrise
- 2007: Idina Menzel: Defying Gravity (UK: Platin)[9]
- 2015: Dove Cameron: Evil Like Me (US: Gold)

Weitere Lieder mit Auszeichnungen
- 2003: Popular (UK: Silber)

## Auszeichnungen

### Theaterpreise
- 1997: Theatre World Award für Steel Pier
- 1999: Drama Desk Award: Beste Nebendarstellerin in einem Musical für You're a Good Man, Charlie Brown
- 1999: Tony Award: Beste Nebendarstellerin in einem Musical für You're a Good Man, Charlie Brown
- 2004: nominiert für den Drama Desk Award für die beste Hauptdarstellerin in einem Musical für Wicked – Die Hexen von Oz
- 2004: nominiert für den Tony Award für Beste Hauptdarstellerin in einem Musical für Wicked – Die Hexen von Oz
- 2004: Broadway.com Audience Award: Bestes Bühnenpaar für Wicked – Die Hexen von Oz (mit Idina Menzel)
- 2007: nominiert für den Drama Desk Award Outstanding Actress in a Musical for The Apple Tree
- 2007: nominiert für Broadway.com Audience Award Favorite Actress in a Musical für The Apple Tree
- 2007: Broadway.com Audience Award Favorite Diva Performance für The Apple Tree

### Film und Fernsehpreise
- 2005: nominiert für den SAG Award: Outstanding Performance by an Ensemble in a Drama Series für The West Wing – Im Zentrum der Macht
- 2006: nominiert für den SAG Award: Outstanding Performance by an Ensemble in a Drama Series für The West Wing
- 2006: nominiert für die Goldene Himbeere: Schlechteste Nebenrolle für Blendende Weihnachten, Der rosarote Panther und Die Chaoscamper
- 2008: nominiert für den Emmy als beste Nebendarstellerin in einer Comedy-Serie für Pushing Daisies
- 2009: Emmy als beste Nebendarstellerin in einer Comedy-Serie für Pushing Daisies